# Rasmus Hardiker
Rasmus Hardiker est un acteur britannique né le 31 janvier 1985 à Sutton Coldfield en Angleterre.

## Filmographie

### Cinéma
- 2006 : Starter for 10 : un compétiteur du défi de l'Université
- 2007 : I Want Candy : Christi
- 2007 : Magicians : Dwight White
- 2008 : Lezione 21 : Broderip
- 2008 : Faintheart : un fan de bandes dessinées
- 2010 : Huge : Josh
- 2011 : Votre Majesté : Courtney
- 2012 : Cockneys vs Zombies : Terry
- 2015 : Objectif Lune (Capture the Flag) : Marty Farr
- 2016 : Thomas et ses amis : À toute vitesse ! : Philip
- 2016 : Thomas et ses amis : La Grande Course : Philip
- 2017 : Thomas et ses amis : La Route du courage : Philip
- 2017 : Thomas et ses amis : Des locomotives extraordinaires : Philip
- 2017 : Mary et la fleur de la sorcière (Mary and the Witch's Flower) : Zebedee
- 2017 : Le Petit Vampire : Rudolph et Gregory
- 2017 : Sunset Dreams : Joel Parshottham

#### Télévision
- 2005 : The Rotters' Club : Philip Chase (3 épisodes)
- 2005 : Afterlife : James (1 épisode)
- 2005 : ShakespeaRe-Told : Vince (1 épisode)
- 2005 : Funland : Hitman (5 épisodes)
- 2005 : The Bill : Martin (1 épisode)
- 2006 : Doctors : Josh Parrish (1 épisode)
- 2006-2007 : Saxondale : Raymond (13 épisodes)
- 2006-2011 : Lead Balloon : Ben (26 épisodes)
- 2007 : New Tricks : Sean (1 épisode)
- 2008 : The Wrong Door : plusieurs personnages (4 épisodes)
- 2012 : Groove High : Baz (26 épisodes)
- 2013 : Mon pote le fantôme : Spencer Wright (25 épisodes)
- 2014 : Black Mirror : Harry (1 épisode)
- 2014-2015 : Ronja, the Robber's Daughter : Pelje, Fjosok et Sturkas (26 épisodes)
- 2014-2015 : Molusco : Rafik (34 épisodes)
- 2015 : Peter et Wendy : Mouche et Smith
- 2015-2016 : Dare Dare Motus : plusieurs personnages (25 épisodes)
- 2015-2016 : Scream Street : Resus Negative (19 épisodes)
- 2015-2017 : Thunderbirds : Scott et Alan Tracy (38 épisodes)
- 2015-2017 : Thomas et ses amis : Philip (11 épisodes)
- 2016 : Les Floogals : Fleeker (52 épisodes)
- 2016 : Digby Dragon : Chips (20 épisodes)
- 2016 : Damned : l'homme au téléphone (5 épisodes)
- 2018 : Krypton : Kem

### Jeu vidéo
- 2013 : Soul Sacrifice : Cassus
- 2015 : Lego Dimensions
- 2016 : Steep : Pointe Percée